# Чистые голуби

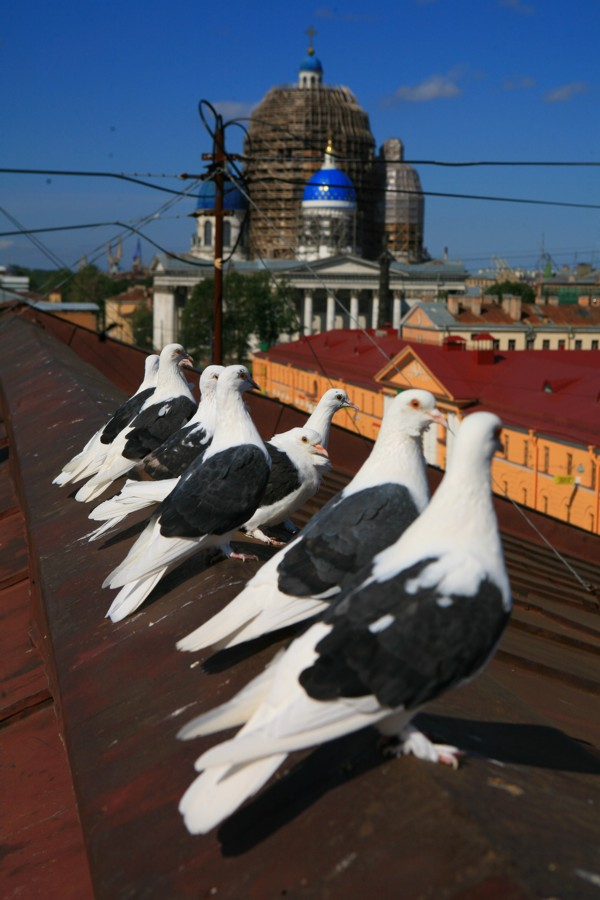

Чистые голуби — группа пород гонных голубей. Главными характерными признаками чистых голубей является определенный тип чистого голубя, характерный стиль полета, происхождение.

## Характеристика
Одна из наиболее известных и старых русских пород голубей, которую начали выводить в Ярославле с XVI в. Ее характерными признаками являются небольшая узкая голова, длинный клюв, белая окраска крыла и цветной щиток. Для чистых пород голубей выделяются полные названия. В 1900 году в России был впервые утвержден стандарт на чистого оловянистого чернопоясного голубя. С 1906 по 1920 годы в Москве проходили турниры чистых голубей. Наиболее активным периодом выведения породы стал послевоенный, который продолжался вплоть до 1990 года.
26 января 2020 года в Мытищах во Дворце молодёжи , проведена первая выставка-конкурс клуба голубеводов "Чистые голуби", на которой было представлено большинство чистых пород голубей.
Чистые голуби одна из групп пород применяемых для голубиной охоты.

## Породы чистых голубей

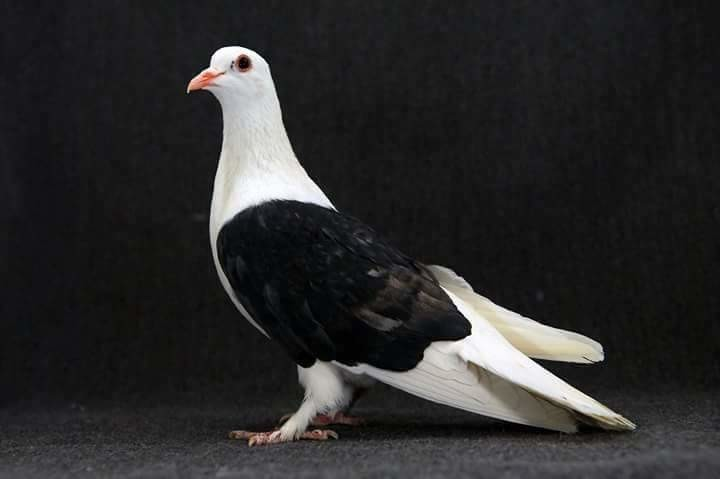
Старорусские кружастые

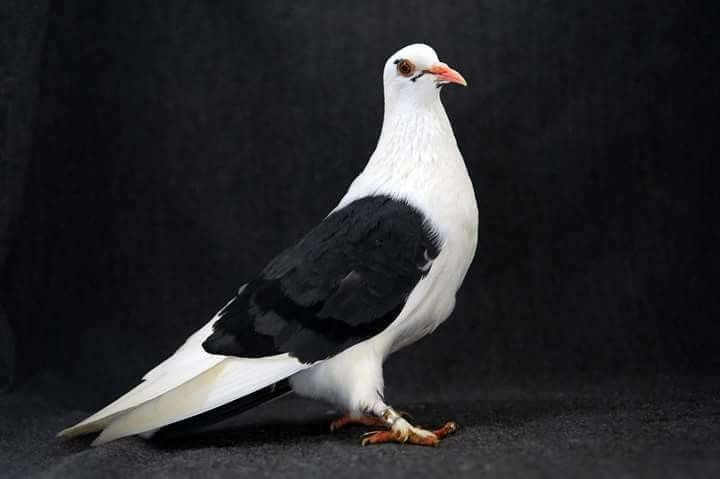
Петербуржские кружастые

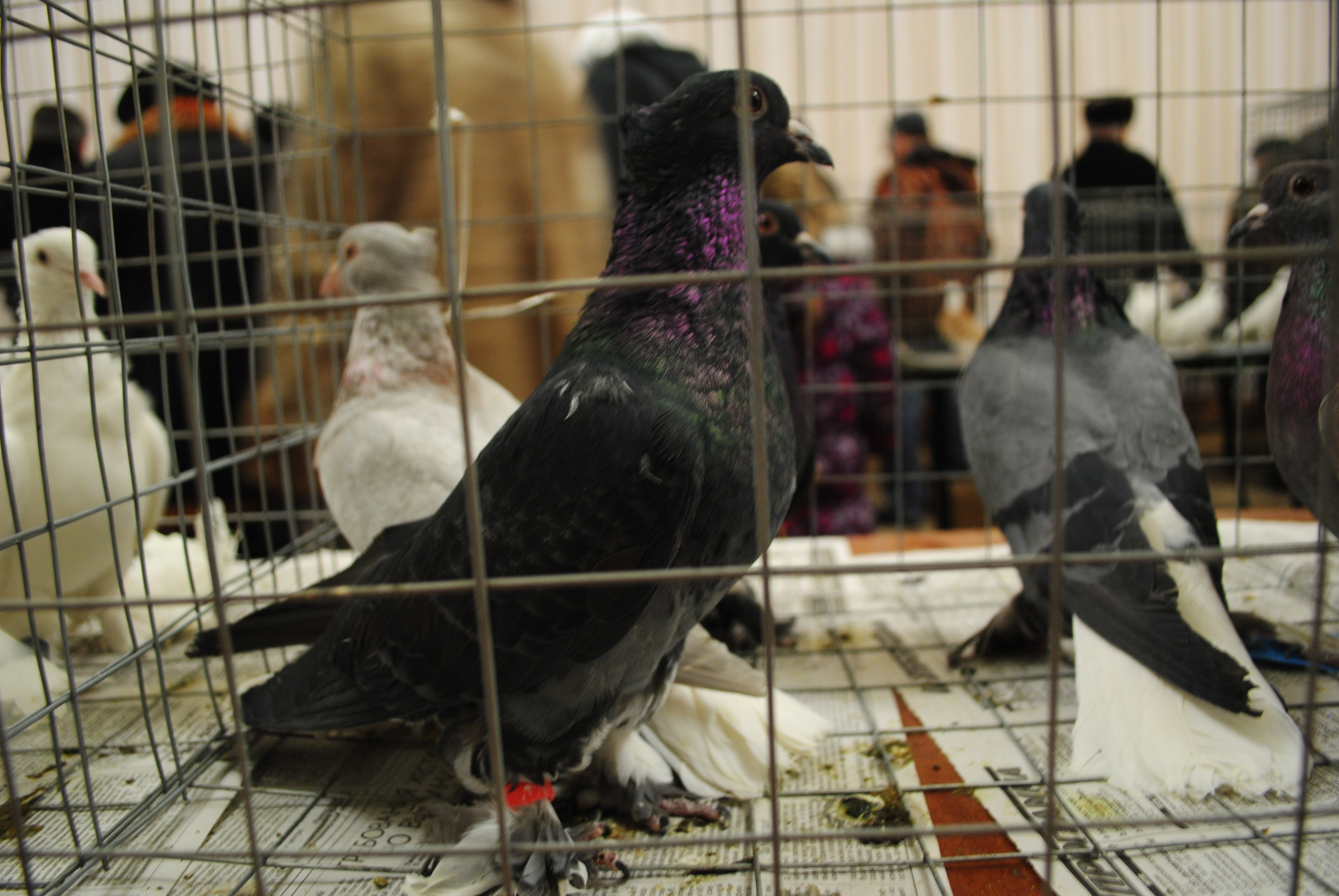
Ивановские ходовые

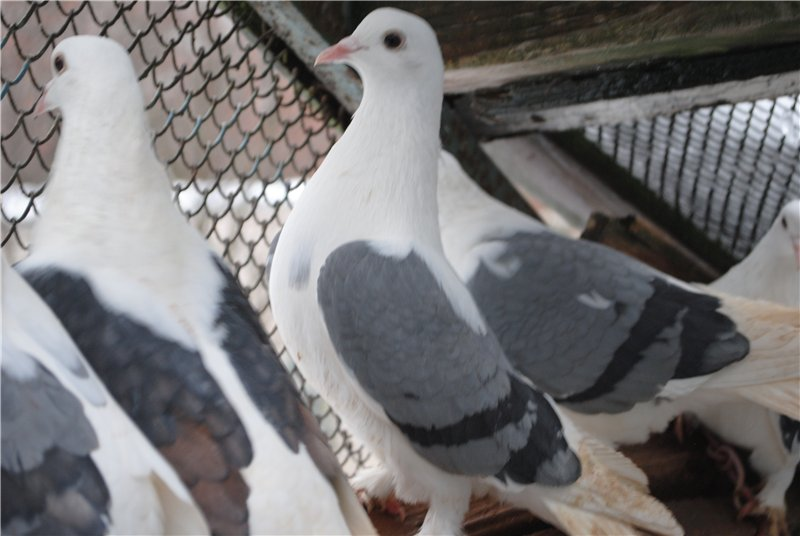
Владимирские чистые

## Породы чистых голубей[2]
1. Старорусские кружастыеСтарорусские кружастые
2. Петербуржские кружастыеПетербуржские кружастые
3. Чистые оловяннистые[3]
4. Тульские чеграши
5. Воронежские зоревые
6. Ивановские ходовыеИвановские ходовые
7. Тульские сороки
8. Черно-чистые
9. Киевские светляки
10. Нежинские
11. Рижские
12. Торжокские[4]
13. Владимирские чистыеЧистые Владимирские
14. Чистые Нижегородские
15. Калужские чеграши
16. Торжокские
17. Павловские арапыПавловские арапы
18. Чистые космачи[3]

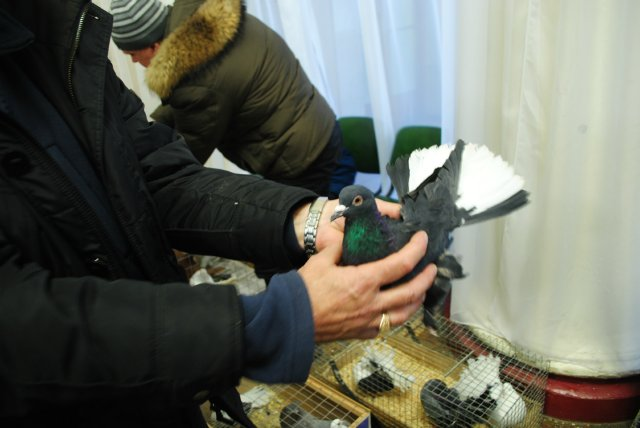
Павловские арапы

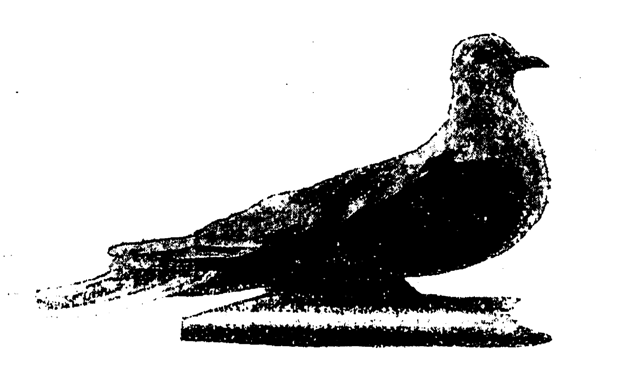
Рисунок из книги «Голубиный охотник» 1900 г. Пальцев В. А.
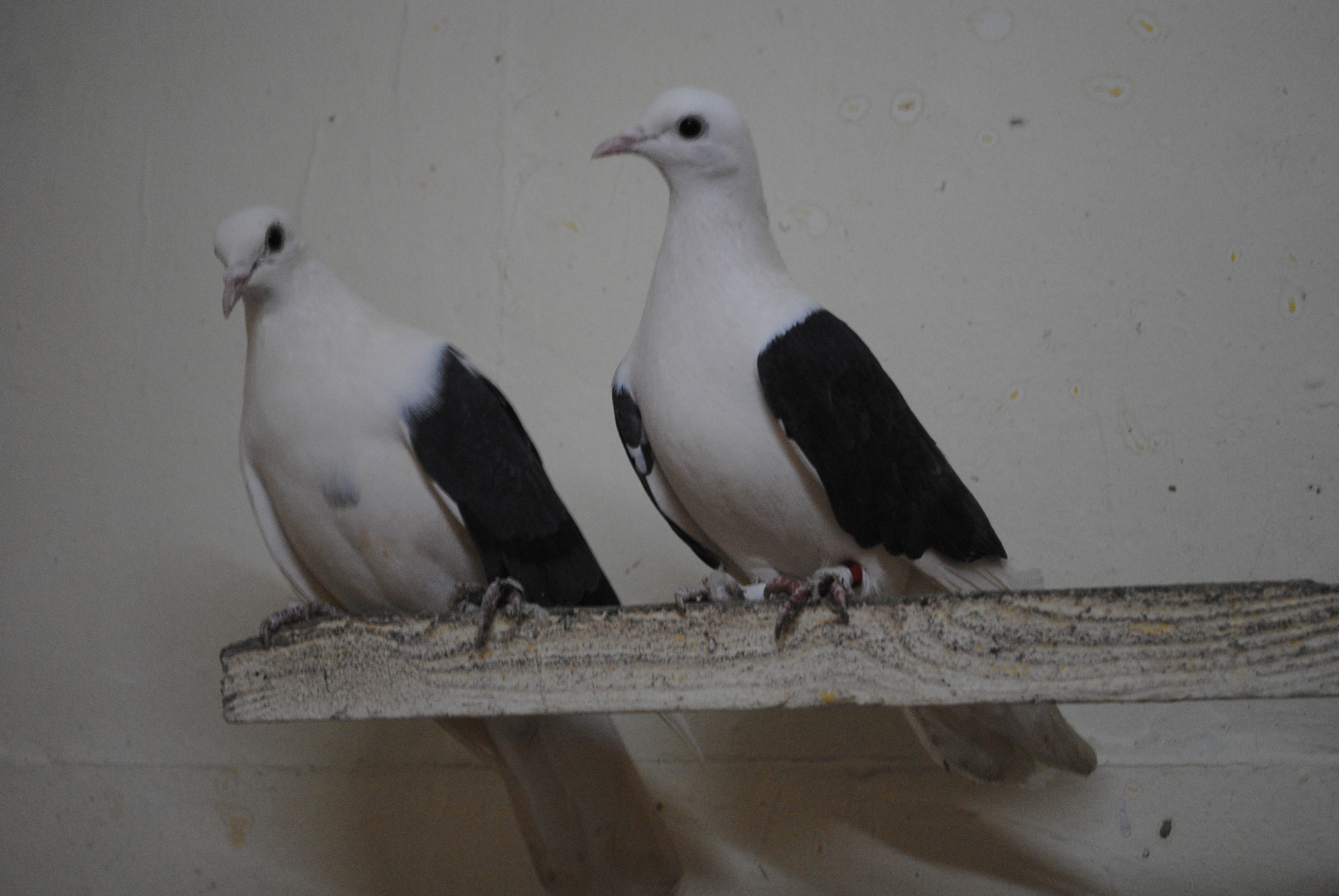
Кружастые голуби
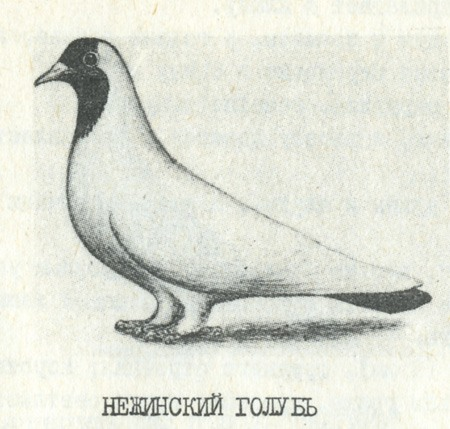
Нежинский голубь
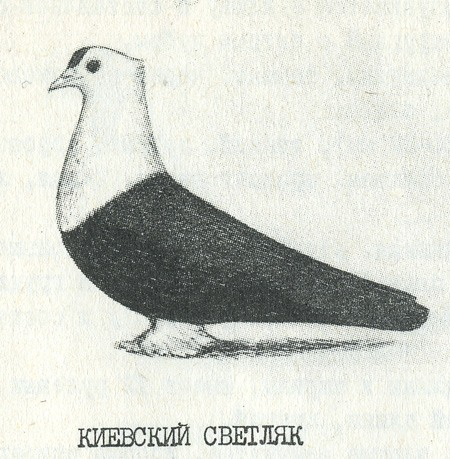
Киевский светлый
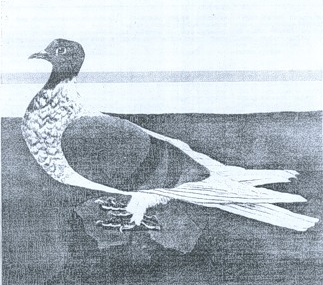
Мазуристый голубь